# Topobea gracilis
Topobea gracilis är en tvåhjärtbladig växtart som beskrevs av José Jéronimo Triana. Topobea gracilis ingår i släktet Topobea och familjen Melastomataceae. Inga underarter finns listade i Catalogue of Life.